# سنغسرك (مقاطعة كلاردشت)
سنغسرك (بالفارسية: سنگ‌سرک) هي قرية تقع في قسم بيرون‌بشم الريفي (مقاطعة كلاردشت) في إيران. يقدر عدد سكانها بـ 168 نسمة بحسب إحصاء 2016.